# Drnek (Horvátország)
 Drnek  falu Horvátországban Zágráb megyében. Közigazgatásilag Orle községhez tartozik.

## Fekvése
Zágráb központjától 24 km-re délkeletre, községközpontjától 1 km-re északnyugatra a Száva jobb partján fekszik.

## Története
1857-ben 473, 1910-ben 599 lakosa volt. Trianon előtt Zágráb vármegye Nagygoricai járásához tartozott. 1996-ban az újonnan alapított Orle községhez csatolták. 2001-ben a falunak 335 lakosa volt.

## Lakosság
| Lakosság változása | Lakosság változása | Lakosság változása | Lakosság változása | Lakosság változása | Lakosság változása | Lakosság változása | Lakosság változása | Lakosság változása | Lakosság változása | Lakosság változása | Lakosság változása | Lakosság változása | Lakosság változása | Lakosság változása |
| ------------------ | ------------------ | ------------------ | ------------------ | ------------------ | ------------------ | ------------------ | ------------------ | ------------------ | ------------------ | ------------------ | ------------------ | ------------------ | ------------------ | ------------------ |
| 1857               | 1869               | 1880               | 1890               | 1900               | 1910               | 1921               | 1931               | 1948               | 1953               | 1961               | 1971               | 1981               | 1991               | 2001               |
| 473                | 511                | 489                | 564                | 480                | 599                | 533                | 513                | 444                | 442                | 404                | 337                | 314                | 313                | 335                |

## Nevezetességei
A Lourdes-i Szűzanya tiszteletére szentelt kápolnája.

## Külső hivatkozások
- Orle község hivatalos oldala
- Orle község rövid ismertetője